# Kinówka
Kinówka, cam (skrót od ang. camera) – metoda kopiowania filmów, zazwyczaj chronionych przez prawo autorskie, jak również do oznaczenia kopii wykonanych tą metodą. Nagranie jest wykonywane w kinie, zwykle za pomocą kamery cyfrowej. Czasami używany jest do tego mały statyw, lecz przeważnie jest to niemożliwe.
Na jakość nagrania, poza użyciem statywu, wpływa także widownia, która nie zawsze jest nieruchoma, oraz kąt, pod którym film był nagrywany. Po odpowiedniej obróbce powyższe mankamenty można wyeliminować, o ile na ekranie nie były wyświetlane napisy dialogowe. Nagrania takie często mają ciemne trójkątne obszary na górze i dole ekranu, obraz charakteryzuje się też słabym kontrastem w ciemnych i bardzo jasnych scenach. Dźwięk nagrywany jest przez wbudowany mikrofon kamery i, szczególnie w przypadku komedii, podczas odtwarzania słyszalny jest śmiech widowni. Z tych względów jakość obrazu i dźwięku kinówek uznawana jest za bardzo słabą. Jednak, szczególnie w przypadku nowych filmów, kinówki mogą być jedyną dostępną nielegalną kopią. Dystrybucja tego rodzaju kopii zazwyczaj kończy się w momencie, gdy pojawią się kopie lepszej jakości.
Ponieważ aby wykonać takie nagranie należy mieć przy sobie kamerę, niektóre kina zakazują wnoszenia toreb, plecaków i innych bagaży podręcznych. Ponadto w 2001 roku zaczęto stosować zabezpieczenia wbudowane w film (w tym unikatowe sekwencje małych kropek) pozwalające ustalić (jeśli nie zostały usunięte w trakcie obróbki), w którym kinie nagranie zostało wykonane.